# Erythemis carmelita
Erithemis carmelita é uma Odonata neotropical pertencente a subordem Anisoptera, família Libellulidae. As espécies dessa ordem são conhecidas popularmente por libélulas, e também conhecidas pelos nomes lava-bunda, lavadeira,
cavalo-de-judeu, zig-zag, jacinta e donzelinha, entre outros.

## Etimologia
Erythemis – (Hagen, 1861), do grego e̍rythrós, vermelho, e Themis, deusa grega da ordem e da justiça. Presume-se que Hagen escolheu Themis, tanto para respeitar a moda vigente à época, que consistia em dar um nome relacionado à mitologia, quanto por ser particularmente bem adaptada à taxonomia, a ciência que visa descrever, ordenar e classificar famílias, gêneros e espécies. O qualificador vermelho, se explica pelo fato de Hagen ter incluído neste novo gênero três espécies cujos abdômens masculinos são vermelhos ou ferruginosos.

Carmelita – o próprio Williamson explicou o nome dado à espécie: "Em homenagem à Sra. M. A. Carriker Jr. (nascida Carmelita Flye), cuja coragem e dedicação como membro das expedições do Sr. Carriker aos trópicos americanos merecem reconhecimento."

## Distribuição geográfica
Erithemis carmelita é uma Odonata: Anisoptera: Libellulidae que habita riachos, lagos, brejos, poças e reservatórios de água, e ocorre desde o Panamá até o Peru, incluindo Colômbia, Venezuela e Brasil.

## Morfologia
E. carmelita se distingue de todas as outras espécies do seu gênero por suas pernas mais claras. Ela se separa da E. credula, menos densamente nervurada, muito distinta e menor, por caracteres nervacionais indicados na definição do gênero. Com exceção de E. simplicicollis e E. collocata, as espécies de Erythemis são muito distintas e é difícil distinguir relações dentro do gênero. No entanto, E. carmelita provavelmente está mais intimamente relacionada a E. haematogastra do que a qualquer outra espécie.

Macho – Abdômen - 31 a 31,5 mm; asa posterior - 34,5 a 35 mm; estigma, 3 a 3,2 mm. Parte posterior da cabeça vermelho acastanhado, marrom ou amarelo, labium amarelo, escurecendo para vermelho anteriormente e mesialmente, labro alaranjado, clípeo, ferros, vesícula e occipício vermelhos, o último e o anteclípeo mais opacos. Protórax e tórax vermelho-amarelados, marrons  ou esverdeados, possivelmente vermelho vivo em vida nos machos velhos, sem marcas. Pernas amareladas ou ocre-acastanhadas, superfície ântero-dorsal do primeiro fêmur e da tíbia preta; segundo fêmur, com a mesma superfície em grande parte preta, e uma linha estreita de preto na mesma superfície da segunda tíbia; Terceiro fêmur com a mesma superfície, com uma área preta subapical mal definida e restrita, de comprimento igual a cerca de um quarto do comprimento do fêmur; uma linha estreita interrompida na mesma face da terceira tíbia; todos os tarsos mais escuros, obscuros a pretos; todos os espinhos e dentes das patas, pretos, de forma habitual. Asas anteriores na base com um traço de reclinação amarelada. Asas posteriores com uma mancha basal de reclinação amarelada que anteriormente atinge o primeiro antenodal e posteriormente é ligeiramente mais extensa, algumas das células incluídas por vezes com uma mancha castanho-avermelhada escura no centro. Estigma castanho, ligeiramente escurecido ao longo da margem anterior. Abdômen, incluindo genitália acessória e apêndices apicais vermelhos, a genitália e os apêndices mais pálidos, amarelados; todos sem marcas, exceto bordos pretos limitados em algumas carenas, especialmente na carena apical; segmentos 4 a 9 em vista dorsal, tornando-se apicalmente mais escuros. Abdômen insuflado na base: 3 a 5 - alto; 4 - alto, 1,6 mm; 4 a 6, em vista dorsal, medem aproximadamente o seguinte: 4 ‐ 1,6 mm de largura, em média, e 4,8 mm de comprimento; 5 - 1,9 mm de largura e 4,6 mm de comprimento; 6 - 2,1 mm de largura e 4,4 mm de comprimento; 7 a 9 são aproximadamente tão largos como 6, 9 ligeiramente mais estreito; e 10 tem cerca de 1,8 mm de largura; em comprimento, 7 - 3,6 mm; 8 - 2,4 mm; 9 - 2 mm e 10 - 1 mm. De perfil, em média, 4 tem cerca de 1.1 mm de altura; a partir deste ponto o abdómen engrossa gradualmente
posteriormente até ao ápice de 8, que tem cerca de 1.8 mm de altura. Carenas, lateral e ventral, no segmento 3, separadas no ápice por cerca de 0,8 mm, no nível do ponto onde a lateral encontra a transversal mediana por cerca de 1,6 mm; em 4 a carena lateral tem cerca de 4,7 mm de comprimento e as carenas, lateral e ventral, estão separadas por uma distância de 0,5 a 0,7 mm.

Fêmea – Abdômen - 32 a 33 mm; asa posterior - 35 mm; estigma, 3,4 a 3,6 mm. Parte posterior da cabeça, amarelo-claro opaco, com uma mancha marrom-avermelhada em ambos os lados, acima e abaixo, contra o olho. Cabeça pálida como a do macho, mas opaca, marrom-esverdeada, sem traços de vermelho. Labium e anteclípeo amarelados. Tórax verde-claro, sem marcas. Pernas ligeiramente mais opacas que as do macho, com marcas semelhantes. Asas hialinas, sem marcas basais ou com vermelho-amarelado na base, em extensão variável, de um mero traço até, no outro extremo, asas anteriores, a cerca de um terço da distância até o primeiro antenódio e, nas posteriores, asas ligeiramente além do primeiro antenódio. Estigma marrom, ligeiramente sombreado, mais escuro ao longo da borda anterior. Abdômen verde opaco, aproximadamente da mesma cor do tórax, com 4 a 10 segmentos apicalmente escuros; 1 a 3 segmentos com carenas ligeiramente mais escuras ou mais amareladas no corpo dos segmentos; 4 a 7 segmentos sombreados a preto apicalmente, o terço apical até a metade de cada segmento escuro; 8 a 10 segmentos, em grande parte ou inteiramente escuros a pretos; os apêndices e a lâmina supra-anal entre eles são amarelados a pretos, estes últimos com cerca de 0,67 mm de comprimento e 1,1 mm de largura na base, triangulares, o ápice truncado, com cerca de 0,3 mm de largura, e cada ângulo posterior uma protuberância ou tubérculo arredondado, de modo que o ápice é amplamente emarginado ou dividido. Abdômen inflado na base: 3, com cerca de 4,5 mm de altura; 4 com cerca de 2,1 mm de altura; 4 a 6, em vista dorsal, medem aproximadamente o seguinte: 4 - 1,7 mm de largura, em média, e 5,6 mm de comprimento; 5 - 1,9 a 2 mm de largura e 5 a 5,2 mm de comprimento; 6 - 2,1-2,4 mm de largura e 4,8 a 5 mm de comprimento; 7 a 9 têm aproximadamente a mesma largura de 6, com 9 ligeiramente mais estreito; e 10 tem cerca de 1,6 mm de largura; em comprimento, 7 mede 3,8 a 4 mm; 8 - 2 a 2,4 mm; 9 - 1,6 a 1,9 mm; e 10 - 0,8 a 0,9 mm. De perfil, no comprimento médio, 4 tem cerca de 1,8 mm de altura; deste ponto posteriormente, o abdômen está aproximadamente na altura do saguão até próximo do ápice em 8, que tem 2,6 a 2,8 mm de altura. Carenas, lateral e ventral, no segmento 3, separadas no ápice por cerca de 0,8 mm, no nível do ponto onde a lateral encontra a mediana transversal por cerca de 1,2 a 1,4 mm; no 4, a carena lateral tem cerca de 5,2 mm de comprimento e as carenas, lateral e ventral, são separadas por uma distância de 0,6 a 0,7 mm.
Venação (♂ - ♀) – Antenodais, asa anterior 13 a 15 (15 em 14%, 13 em 21%, 14 em 64%), asa posterior 9 a 11 (11 em 14%, 9 em 28%, 10 em 57%); pós-nodais, asa anterior 9-10 (10 em 35%, 9 em 64%), asa posterior 10 a 11 (11 em 14%, 10 em 85%). Na asa anterior, geralmente, duas fileiras de células entre A e a margem posterior no nível do árculo, mas em quatro asas masculinas, a fileira distal de células (a fileira contra o subtriângulo e as células pós-anais) consiste em três. Na asa posterior, três ou quatro fileiras de células entre A3 e a margem posterior. Na asa posterior, 4+ células entre Cu1 e Cu2, do triângulo ao ângulo distal da alça anal, exceto em uma asa feminina, onde há 5 células. Na alça anal, 9 a 11 células entre A2 e A3 (11 em uma asa feminina, 9 em três asas masculinas, 10 em todas as outras). 

Nota: Assim como ocorre em outros táxons de odonatas, Erythemis não é um grupo monofilético devido à extensa homoplasia e variabilidade estrutural observadas em seus caracteres diagnósticos. Além da alta variação intra e interespecífica que a maioria dos caracteres apresenta no gênero, um grande número de estados de caracteres é compartilhado com outros gêneros também.

## Ecologia
Erythemis carmelita (Williamson, 1923) está associada aos
ambientes lênticos naturais e artificiais – ocorre em uma variedade de habitats, brejos, remansos de rios, lagos tanques de piscicultura, reservatórios e represas, cercados de vegetação secundária, matas ripárias degradadas, gramíneas ou arbustos. Os machos adultos são territorialistas, pousam e voam alternadamente em uma grande variedade de estratos, entre o chão e galhos altos da vegetação, cuja seleção é provavelmente influenciada pela temperatura ambiente e, nesses locais, exibem continuamente sinais de agressão heteroespecífica contra machos da mesma espécie e contra machos de outras espécies que entrem em seu território, durante atividades como busca por parceiros e caça por alimento. E. carmelita é usualmente encontrada durante as horas mais quentes do dia, entre as 10:00 e 15:00, voando e pousando, caçando, copulando ou depositando ovos em seu território, sempre se mantendo próxima de fontes de água. Adultos e larvas de Erythemis são predadoras tenazes que caçam presas consideravelmente maiores do que elas, mas também se alimentam de organismos microscópicos, como algas ou protozoários.